# 잉글랜드 연방 하의 스코틀랜드

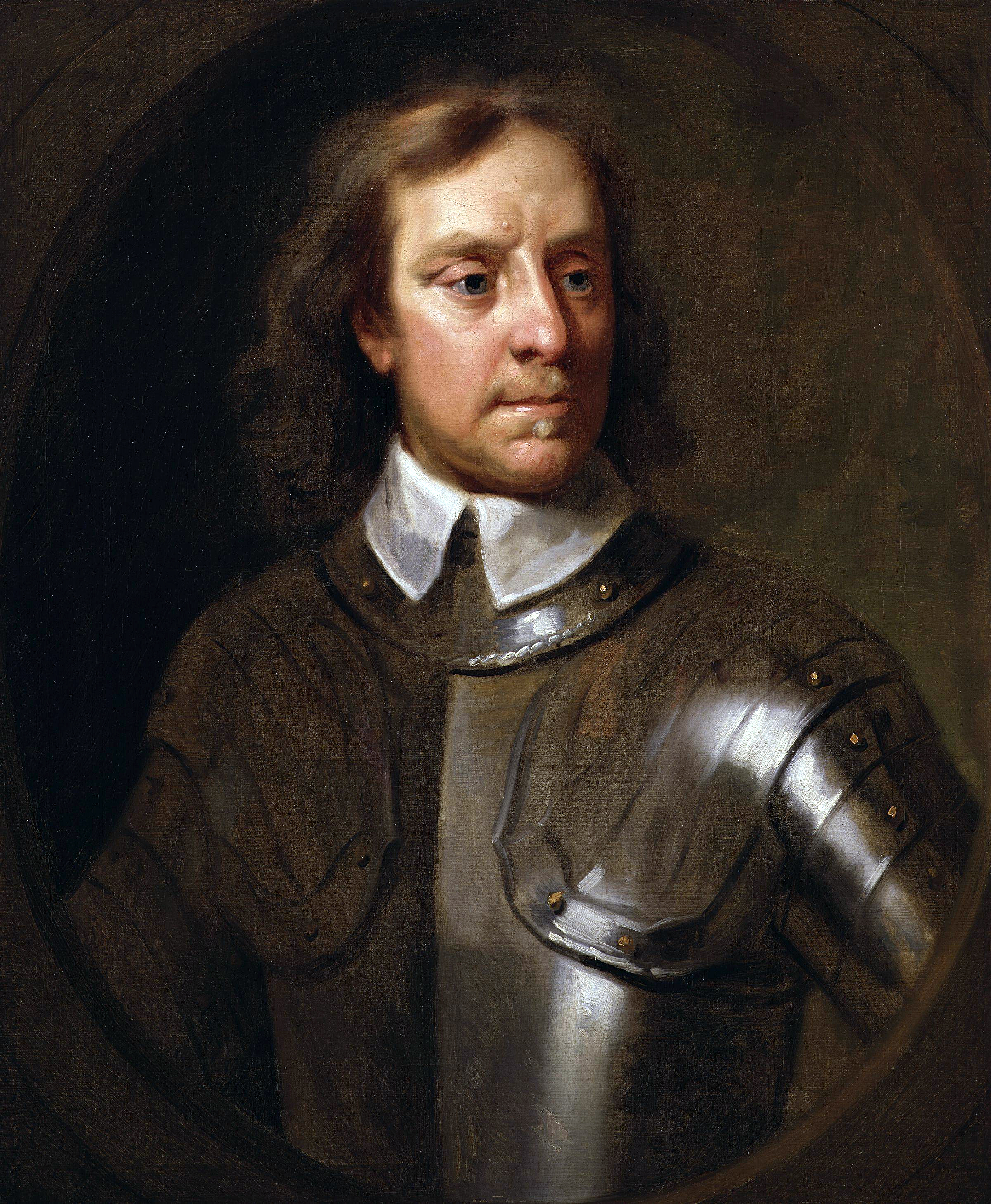
올리버 크롬웰

잉글랜드 연방 하의 스코틀랜드(영어: Scotland under the Commonwealth)는 스코틀랜드 왕국의 역사에서 1652년 2월에 왕국이 잉글랜드 연방의 일부가 되었다는 선언으로부터 1660년 6월에 스코틀랜드가 독립 왕국으로서의 지위를 회복하면서 군주제가 복원될 때까지의 기간이다.

## 같이 보기
- 잉글랜드 연방 (잉글랜드 공화국)
- 호국경 정치
- 공위시대 (영국)
- 공위시대 (잉글랜드)
- 공위시대 (아일랜드)
- 공위시대 (동음이의)